# Campionato IMSA WeatherTech SportsCar 2025
Il Campionato IMSA WeatherTech Sportscar 2025 è la 55ª edizione della categoria di massima rappresentanza dell'endurance negli Stati Uniti e controllata dall'IMSA (International Motor Sports Association).

## Calendario
Il calendario per la stagione 2025 è stato annunciato il 15 marzo 2024, durante il weekend della 12 Ore di Sebring. Non ci sono differenze rispetto la stagione passata.
| Round | Gara                              | Lunghezza  | Classi             | Circuito                       | Località                | Data          |
| ----- | --------------------------------- | ---------- | ------------------ | ------------------------------ | ----------------------- | ------------- |
| 1     | 24 Ore di Daytona                 | 24 ore     | Tutte              | Daytona International Speedway | Daytona Beach, Florida  | 25–26 gennaio |
| 2     | 12 Ore di Sebring                 | 12 ore     | Tutte              | Circuito di Sebring            | Sebring, Florida        | 15 marzo      |
| 3     | Acura Grand Prix of Long Beach    | 100 minuti | GTP, GTD           | Circuito di Long Beach         | Long Beach, California  | 12 aprile     |
| 4     | Motul Course de Monterey          | 160 minuti | GTP, GTD Pro, GTD  | Circuito di Laguna Seca        | Monterey, California    | 11 maggio     |
| 5     | Chevrolet Detroit Grand Prix      | 100 minuti | GTP, GTD Pro       | Circuito di Detroit            | Detroit, Michigan       | 31 maggio     |
| 6     | 6 Ore di Watkins Glen             | 6 ore      | Tutte              | Watkins Glen International     | Watkins Glen, New York  | 22 giugno     |
| 7     | Chevrolet Grand Prix              | 160 minuti | LMP2, GTD Pro, GTD | Mosport Park                   | Bowmanville, Ontario    | 13 luglio     |
| 8     | IMSA Sportscar Weekend            | 160 minuti | Tutte              | Road America                   | Elkhart Lake, Wisconsin | 3 agosto      |
| 9     | Michelin GT Challenge at VIR      | 160 minuti | GTD Pro, GTD       | Virginia International Raceway | Alton, Virginia         | 24 agosto     |
| 10    | Tirerack.com Battle on the Bricks | 6 ore      | Tutte              | Indianapolis Motor Speedway    | Speedway, Indiana       | 21 settembre  |
| 11    | Motul Petit Le Mans               | 10 ore     | Tutte              | Michelin Raceway Road Atlanta  | Braselton, Georgia      | 11 ottobre    |

     In giallo le gare che valgono anche per il Michelin Endurance Cup

## Classi
|  |  |
|  |  |

- Grand Touring Prototype (GTP, LMDh e LMH)
- Le Mans Prototype 2 (LMP2)
- GT Daytona (GTD Pro e GTD)

## Scuderie e piloti

### Grand Touring Prototype (GTP)
| Scuderia                                   | Vettura               | Motore                     | #  | Piloti                | Gare |
| ------------------------------------------ | --------------------- | -------------------------- | -- | --------------------- | ---- |
| Proton Competition                         | Porsche 963           | Porsche 9RD 4.6 L Turbo V8 | 5  | Neel Jani             | 1–2  |
| Proton Competition                         | Porsche 963           | Porsche 9RD 4.6 L Turbo V8 | 5  | Nico Pino             | 1–2  |
| Proton Competition                         | Porsche 963           | Porsche 9RD 4.6 L Turbo V8 | 5  | Tristan Vautier       | 1–2  |
| Proton Competition                         | Porsche 963           | Porsche 9RD 4.6 L Turbo V8 | 5  | Julien Andlauer       | 1    |
| Porsche Penske Motorsport                  | Porsche 963           | Porsche 9RD 4.6 L Turbo V8 | 6  | Matt Campbell         | 1–3  |
| Porsche Penske Motorsport                  | Porsche 963           | Porsche 9RD 4.6 L Turbo V8 | 6  | Mathieu Jaminet       | 1–3  |
| Porsche Penske Motorsport                  | Porsche 963           | Porsche 9RD 4.6 L Turbo V8 | 6  | Kévin Estre           | 1–2  |
| Porsche Penske Motorsport                  | Porsche 963           | Porsche 9RD 4.6 L Turbo V8 | 7  | Felipe Nasr           | 1–3  |
| Porsche Penske Motorsport                  | Porsche 963           | Porsche 9RD 4.6 L Turbo V8 | 7  | Nick Tandy            | 1–3  |
| Porsche Penske Motorsport                  | Porsche 963           | Porsche 9RD 4.6 L Turbo V8 | 7  | Laurens Vanthoor      | 1–2  |
| Cadillac Wayne Taylor Racing               | Cadillac V-Series.R   | Cadillac LMC55R 5.5 L V8   | 10 | Filipe Albuquerque    | 1–3  |
| Cadillac Wayne Taylor Racing               | Cadillac V-Series.R   | Cadillac LMC55R 5.5 L V8   | 10 | Ricky Taylor          | 1–3  |
| Cadillac Wayne Taylor Racing               | Cadillac V-Series.R   | Cadillac LMC55R 5.5 L V8   | 10 | Will Stevens          | 1–2  |
| Cadillac Wayne Taylor Racing               | Cadillac V-Series.R   | Cadillac LMC55R 5.5 L V8   | 10 | Brendon Hartley       | 1    |
| Cadillac Wayne Taylor Racing               | Cadillac V-Series.R   | Cadillac LMC55R 5.5 L V8   | 40 | Louis Delétraz        | 1–3  |
| Cadillac Wayne Taylor Racing               | Cadillac V-Series.R   | Cadillac LMC55R 5.5 L V8   | 40 | Jordan Taylor         | 1–3  |
| Cadillac Wayne Taylor Racing               | Cadillac V-Series.R   | Cadillac LMC55R 5.5 L V8   | 40 | Kamui Kobayashi       | 1    |
| Cadillac Wayne Taylor Racing               | Cadillac V-Series.R   | Cadillac LMC55R 5.5 L V8   | 40 | Brendon Hartley       | 2    |
| Cadillac Wayne Taylor Racing               | Cadillac V-Series.R   | Cadillac LMC55R 5.5 L V8   | 40 | Alex Lynn             | Tba  |
| Aston Martin THOR Team                     | Aston Martin Valkyrie | Aston Martin RA 6.5 L V12  | 23 | Roman De Angelis      | 2–3  |
| Aston Martin THOR Team                     | Aston Martin Valkyrie | Aston Martin RA 6.5 L V12  | 23 | Ross Gunn             | 2–3  |
| Aston Martin THOR Team                     | Aston Martin Valkyrie | Aston Martin RA 6.5 L V12  | 23 | Alex Riberas          | 2    |
| BMW M Team RLL                             | BMW M Hybrid V8       | BMW P66/3 4.0 L Turbo V8   | 24 | Philipp Eng           | 1–3  |
| BMW M Team RLL                             | BMW M Hybrid V8       | BMW P66/3 4.0 L Turbo V8   | 24 | Dries Vanthoor        | 1–3  |
| BMW M Team RLL                             | BMW M Hybrid V8       | BMW P66/3 4.0 L Turbo V8   | 24 | Kevin Magnussen       | 1–2  |
| BMW M Team RLL                             | BMW M Hybrid V8       | BMW P66/3 4.0 L Turbo V8   | 24 | Raffaele Marciello    | 1    |
| BMW M Team RLL                             | BMW M Hybrid V8       | BMW P66/3 4.0 L Turbo V8   | 25 | Sheldon van der Linde | 1–3  |
| BMW M Team RLL                             | BMW M Hybrid V8       | BMW P66/3 4.0 L Turbo V8   | 25 | Marco Wittmann        | 1–3  |
| BMW M Team RLL                             | BMW M Hybrid V8       | BMW P66/3 4.0 L Turbo V8   | 25 | Robin Frijns          | 1–2  |
| BMW M Team RLL                             | BMW M Hybrid V8       | BMW P66/3 4.0 L Turbo V8   | 25 | René Rast             | 1    |
| Cadillac Whelen                            | Cadillac V-Series.R   | Cadillac LMC55R 5.5 L V8   | 31 | Jack Aitken           | 1–3  |
| Cadillac Whelen                            | Cadillac V-Series.R   | Cadillac LMC55R 5.5 L V8   | 31 | Earl Bamber           | 1–3  |
| Cadillac Whelen                            | Cadillac V-Series.R   | Cadillac LMC55R 5.5 L V8   | 31 | Frederik Vesti        | 1–2  |
| Cadillac Whelen                            | Cadillac V-Series.R   | Cadillac LMC55R 5.5 L V8   | 31 | Felipe Drugovich      | 1    |
| Acura Meyer Shank Racing w/ Curb-Agajanian | Acura ARX-06          | Honda AR24e 2.4 L Turbo V6 | 60 | Tom Blomqvist         | 1–3  |
| Acura Meyer Shank Racing w/ Curb-Agajanian | Acura ARX-06          | Honda AR24e 2.4 L Turbo V6 | 60 | Colin Braun           | 1–3  |
| Acura Meyer Shank Racing w/ Curb-Agajanian | Acura ARX-06          | Honda AR24e 2.4 L Turbo V6 | 60 | Scott Dixon           | 1–2  |
| Acura Meyer Shank Racing w/ Curb-Agajanian | Acura ARX-06          | Honda AR24e 2.4 L Turbo V6 | 60 | Felix Rosenqvist      | 1    |
| Acura Meyer Shank Racing w/ Curb-Agajanian | Acura ARX-06          | Honda AR24e 2.4 L Turbo V6 | 93 | Nick Yelloly          | 1–3  |
| Acura Meyer Shank Racing w/ Curb-Agajanian | Acura ARX-06          | Honda AR24e 2.4 L Turbo V6 | 93 | Renger van der Zande  | 1–3  |
| Acura Meyer Shank Racing w/ Curb-Agajanian | Acura ARX-06          | Honda AR24e 2.4 L Turbo V6 | 93 | Álex Palou            | 1–2  |
| Acura Meyer Shank Racing w/ Curb-Agajanian | Acura ARX-06          | Honda AR24e 2.4 L Turbo V6 | 93 | Kakunoshin Ohta       | 1    |
| Automobili Lamborghini Squadra Corse       | Lamborghini SC63      | Lamborghini 3.8 L Turbo V8 | 63 | Mirko Bortolotti      | 1–2  |
| Automobili Lamborghini Squadra Corse       | Lamborghini SC63      | Lamborghini 3.8 L Turbo V8 | 63 | Romain Grosjean       | 1–2  |
| Automobili Lamborghini Squadra Corse       | Lamborghini SC63      | Lamborghini 3.8 L Turbo V8 | 63 | Daniil Kvyat          | 1–2  |
| Automobili Lamborghini Squadra Corse       | Lamborghini SC63      | Lamborghini 3.8 L Turbo V8 | 63 | Edoardo Mortara       | 1    |
| JDC–Miller MotorSports                     | Porsche 963           | Porsche 9RD 4.6 L Turbo V8 | 85 | Gianmaria Bruni       | 1–3  |
| JDC–Miller MotorSports                     | Porsche 963           | Porsche 9RD 4.6 L Turbo V8 | 85 | Tijmen van der Helm   | 1–3  |
| JDC–Miller MotorSports                     | Porsche 963           | Porsche 9RD 4.6 L Turbo V8 | 85 | Bryce Aron            | 1    |
| JDC–Miller MotorSports                     | Porsche 963           | Porsche 9RD 4.6 L Turbo V8 | 85 | Pascal Wehrlein       | 1    |
| JDC–Miller MotorSports                     | Porsche 963           | Porsche 9RD 4.6 L Turbo V8 | 85 | Nico Müller           | 2    |

### Le Mans Prototype 2 (LMP2)
In conformità con i regolamenti LMP2 del 2017, tutte le auto nella classe LMP2 utilizzano il motore Gibson GK428 V8.
| Scuderia                                 | Vettura  | #  | Piloti                   | Gare |
| ---------------------------------------- | -------- | -- | ------------------------ | ---- |
| CrowdStrike Racing by Algarve Pro Racing | Oreca 07 | 04 | Malthe Jakobsen          | 1–2  |
| CrowdStrike Racing by Algarve Pro Racing | Oreca 07 | 04 | George Kurtz             | 1–2  |
| CrowdStrike Racing by Algarve Pro Racing | Oreca 07 | 04 | Toby Sowery              | 1–2  |
| CrowdStrike Racing by Algarve Pro Racing | Oreca 07 | 04 | Colton Herta             | 1    |
| United Autosports USA                    | Oreca 07 | 2  | Nick Boulle              | 1–2  |
| United Autosports USA                    | Oreca 07 | 2  | Ben Hanley               | 1–2  |
| United Autosports USA                    | Oreca 07 | 2  | Oliver Jarvis            | 1    |
| United Autosports USA                    | Oreca 07 | 2  | Garnet Patterson         | 1    |
| United Autosports USA                    | Oreca 07 | 2  | Juan Manuel Correa       | 2    |
| United Autosports USA                    | Oreca 07 | 22 | Paul di Resta            | 1–2  |
| United Autosports USA                    | Oreca 07 | 22 | Dan Goldburg             | 1–2  |
| United Autosports USA                    | Oreca 07 | 22 | Rasmus Lindh             | 1–2  |
| United Autosports USA                    | Oreca 07 | 22 | James Allen              | 1    |
| Tower Motorsports                        | Oreca 07 | 8  | Sebastián Álvarez        | 1–2  |
| Tower Motorsports                        | Oreca 07 | 8  | Sébastien Bourdais       | 1–2  |
| Tower Motorsports                        | Oreca 07 | 8  | John Farano              | 1–2  |
| Tower Motorsports                        | Oreca 07 | 8  | Job van Uitert           | 1    |
| TDS Racing                               | Oreca 07 | 11 | Mikkel Jensen            | 1–2  |
| TDS Racing                               | Oreca 07 | 11 | Hunter McElrea           | 1–2  |
| TDS Racing                               | Oreca 07 | 11 | Steven Thomas            | 1–2  |
| TDS Racing                               | Oreca 07 | 11 | Charles Milesi           | 1    |
| Era Motorsport                           | Oreca 07 | 18 | David Heinemeier Hansson | 1–2  |
| Era Motorsport                           | Oreca 07 | 18 | Tobias Lütke             | 1–2  |
| Era Motorsport                           | Oreca 07 | 18 | Paul-Loup Chatin         | 1    |
| Era Motorsport                           | Oreca 07 | 18 | Ryan Dalziel             | 1    |
| Era Motorsport                           | Oreca 07 | 18 | Kakunoshin Ohta          | 2    |
| Inter Europol Competition                | Oreca 07 | 43 | Tom Dillmann             | 1–2  |
| Inter Europol Competition                | Oreca 07 | 43 | Bijoy Garg               | 1–2  |
| Inter Europol Competition                | Oreca 07 | 43 | António Félix da Costa   | 1    |
| Inter Europol Competition                | Oreca 07 | 43 | Jon Field                | 1    |
| Inter Europol Competition                | Oreca 07 | 43 | Jeremy Clarke            | 2    |
| PR1/Mathiasen Motorsports                | Oreca 07 | 52 | Mathias Beche            | 1–2  |
| PR1/Mathiasen Motorsports                | Oreca 07 | 52 | Benjamin Pedersen        | 1–2  |
| PR1/Mathiasen Motorsports                | Oreca 07 | 52 | Rodrigo Sales            | 1–2  |
| PR1/Mathiasen Motorsports                | Oreca 07 | 52 | Ben Keating              | 1    |
| Pratt Miller Motorsports                 | Oreca 07 | 73 | Chris Cumming            | 1–2  |
| Pratt Miller Motorsports                 | Oreca 07 | 73 | Pietro Fittipaldi        | 1–2  |
| Pratt Miller Motorsports                 | Oreca 07 | 73 | James Roe                | 1–2  |
| Pratt Miller Motorsports                 | Oreca 07 | 73 | Callum Ilott             | 1    |
| Riley                                    | Oreca 07 | 74 | Josh Burdon              | 1–2  |
| Riley                                    | Oreca 07 | 74 | Felipe Fraga             | 1–2  |
| Riley                                    | Oreca 07 | 74 | Gar Robinson             | 1–2  |
| Riley                                    | Oreca 07 | 74 | Felipe Massa             | 1    |
| AF Corse                                 | Oreca 07 | 88 | Nicklas Nielsen          | 1–2  |
| AF Corse                                 | Oreca 07 | 88 | Luis Pérez Companc       | 1–2  |
| AF Corse                                 | Oreca 07 | 88 | Dylan Murry              | 1    |
| AF Corse                                 | Oreca 07 | 88 | Matthieu Vaxivière       | 1    |
| AF Corse                                 | Oreca 07 | 88 | Matías Pérez Companc     | 2    |
| AO Racing                                | Oreca 07 | 99 | Dane Cameron             | 1–2  |
| AO Racing                                | Oreca 07 | 99 | Jonny Edgar              | 1–2  |
| AO Racing                                | Oreca 07 | 99 | P. J. Hyett              | 1–2  |
| AO Racing                                | Oreca 07 | 99 | Christian Rasmussen      | 1    |

### GT Daytona (GTD Pro / GTD)
| Scuderia                                    | Vettura                          | Motore                           | #       | Piloti                | Gare    |
| GTD Pro                                     | GTD Pro                          | GTD Pro                          | GTD Pro | GTD Pro               | GTD Pro |
| ------------------------------------------- | -------------------------------- | -------------------------------- | ------- | --------------------- | ------- |
| Heart of Racing Team                        | Aston Martin Vantage AMR GT3 Evo | Aston Martin M177 4.0 L Turbo V8 | 007     | Roman De Angelis      | 1       |
| Heart of Racing Team                        | Aston Martin Vantage AMR GT3 Evo | Aston Martin M177 4.0 L Turbo V8 | 007     | Ross Gunn             | 1       |
| Heart of Racing Team                        | Aston Martin Vantage AMR GT3 Evo | Aston Martin M177 4.0 L Turbo V8 | 007     | Alex Riberas          | 1       |
| Heart of Racing Team                        | Aston Martin Vantage AMR GT3 Evo | Aston Martin M177 4.0 L Turbo V8 | 007     | Marco Sørensen        | 1       |
| Paul Miller Racing                          | BMW M4 GT3 Evo                   | BMW P58 3.0 L Turbo I6           | 1       | Connor De Phillippi   | 1–2     |
| Paul Miller Racing                          | BMW M4 GT3 Evo                   | BMW P58 3.0 L Turbo I6           | 1       | Madison Snow          | 1–2     |
| Paul Miller Racing                          | BMW M4 GT3 Evo                   | BMW P58 3.0 L Turbo I6           | 1       | Neil Verhagen         | 1–2     |
| Paul Miller Racing                          | BMW M4 GT3 Evo                   | BMW P58 3.0 L Turbo I6           | 1       | Kelvin van der Linde  | 1       |
| Paul Miller Racing                          | BMW M4 GT3 Evo                   | BMW P58 3.0 L Turbo I6           | 48      | Dan Harper            | 1–2     |
| Paul Miller Racing                          | BMW M4 GT3 Evo                   | BMW P58 3.0 L Turbo I6           | 48      | Max Hesse             | 1–2     |
| Paul Miller Racing                          | BMW M4 GT3 Evo                   | BMW P58 3.0 L Turbo I6           | 48      | Jesse Krohn           | 1–2     |
| Paul Miller Racing                          | BMW M4 GT3 Evo                   | BMW P58 3.0 L Turbo I6           | 48      | Augusto Farfus        | 1       |
| Corvette Racing by Pratt Miller Motorsports | Chevrolet Corvette Z06 GT3.R     | Chevrolet LT6 5.5 L V8           | 3       | Antonio García        | 1–2     |
| Corvette Racing by Pratt Miller Motorsports | Chevrolet Corvette Z06 GT3.R     | Chevrolet LT6 5.5 L V8           | 3       | Daniel Juncadella     | 1–2     |
| Corvette Racing by Pratt Miller Motorsports | Chevrolet Corvette Z06 GT3.R     | Chevrolet LT6 5.5 L V8           | 3       | Alexander Sims        | 1–2     |
| Corvette Racing by Pratt Miller Motorsports | Chevrolet Corvette Z06 GT3.R     | Chevrolet LT6 5.5 L V8           | 4       | Nicky Catsburg        | 1–2     |
| Corvette Racing by Pratt Miller Motorsports | Chevrolet Corvette Z06 GT3.R     | Chevrolet LT6 5.5 L V8           | 4       | Tommy Milner          | 1–2     |
| Corvette Racing by Pratt Miller Motorsports | Chevrolet Corvette Z06 GT3.R     | Chevrolet LT6 5.5 L V8           | 4       | Nico Varrone          | 1–2     |
| Pfaff Motorsports                           | Lamborghini Huracán GT3 Evo 2    | Lamborghini DGF 5.2 L V10        | 9       | Andrea Caldarelli     | 1–2     |
| Pfaff Motorsports                           | Lamborghini Huracán GT3 Evo 2    | Lamborghini DGF 5.2 L V10        | 9       | James Hinchcliffe     | 1–2     |
| Pfaff Motorsports                           | Lamborghini Huracán GT3 Evo 2    | Lamborghini DGF 5.2 L V10        | 9       | Marco Mapelli         | 1–2     |
| Pfaff Motorsports                           | Lamborghini Huracán GT3 Evo 2    | Lamborghini DGF 5.2 L V10        | 9       | Jordan Pepper         | 1       |
| Vasser Sullivan Racing                      | Lexus RC F GT3                   | Toyota 2UR-GSE 5.0 L V8          | 14      | Ben Barnicoat         | 1       |
| Vasser Sullivan Racing                      | Lexus RC F GT3                   | Toyota 2UR-GSE 5.0 L V8          | 14      | Kyle Kirkwood         | 1–2     |
| Vasser Sullivan Racing                      | Lexus RC F GT3                   | Toyota 2UR-GSE 5.0 L V8          | 14      | Aaron Telitz          | 1–2     |
| Vasser Sullivan Racing                      | Lexus RC F GT3                   | Toyota 2UR-GSE 5.0 L V8          | 14      | Townsend Bell         | 1       |
| Vasser Sullivan Racing                      | Lexus RC F GT3                   | Toyota 2UR-GSE 5.0 L V8          | 14      | José María López      | 2       |
| Proton Competition                          | Porsche 911 GT3 R (992)          | Porsche M97/80 4.2 L Flat-6      | 20      | Matteo Cressoni       | 1–2     |
| Proton Competition                          | Porsche 911 GT3 R (992)          | Porsche M97/80 4.2 L Flat-6      | 20      | Richard Lietz         | 1–2     |
| Proton Competition                          | Porsche 911 GT3 R (992)          | Porsche M97/80 4.2 L Flat-6      | 20      | Claudio Schiavoni     | 1–2     |
| Proton Competition                          | Porsche 911 GT3 R (992)          | Porsche M97/80 4.2 L Flat-6      | 20      | Thomas Preining       | 1       |
| Ford Multimatic Motorsports                 | Ford Mustang GT3                 | Ford Coyote 5.4 L V8             | 64      | Sebastian Priaulx     | 1–2     |
| Ford Multimatic Motorsports                 | Ford Mustang GT3                 | Ford Coyote 5.4 L V8             | 64      | Mike Rockenfeller     | 1–2     |
| Ford Multimatic Motorsports                 | Ford Mustang GT3                 | Ford Coyote 5.4 L V8             | 64      | Austin Cindric        | 1       |
| Ford Multimatic Motorsports                 | Ford Mustang GT3                 | Ford Coyote 5.4 L V8             | 64      | Ben Barker            | 2       |
| Ford Multimatic Motorsports                 | Ford Mustang GT3                 | Ford Coyote 5.4 L V8             | 65      | Christopher Mies      | 1–2     |
| Ford Multimatic Motorsports                 | Ford Mustang GT3                 | Ford Coyote 5.4 L V8             | 65      | Dennis Olsen          | 1–2     |
| Ford Multimatic Motorsports                 | Ford Mustang GT3                 | Ford Coyote 5.4 L V8             | 65      | Frédéric Vervisch     | 1–2     |
| GetSpeed                                    | Mercedes-AMG GT3 Evo             | Mercedes-AMG M159 6.2 L V8       | 69      | Anthony Bartone       | 1       |
| GetSpeed                                    | Mercedes-AMG GT3 Evo             | Mercedes-AMG M159 6.2 L V8       | 69      | Maxime Martin         | 1       |
| GetSpeed                                    | Mercedes-AMG GT3 Evo             | Mercedes-AMG M159 6.2 L V8       | 69      | Fabian Schiller       | 1       |
| GetSpeed                                    | Mercedes-AMG GT3 Evo             | Mercedes-AMG M159 6.2 L V8       | 69      | Luca Stolz            | 1       |
| 75 Express                                  | Mercedes-AMG GT3 Evo             | Mercedes-AMG M159 6.2 L V8       | 75      | Maro Engel            | 1       |
| 75 Express                                  | Mercedes-AMG GT3 Evo             | Mercedes-AMG M159 6.2 L V8       | 75      | Jules Gounon          | 1       |
| 75 Express                                  | Mercedes-AMG GT3 Evo             | Mercedes-AMG M159 6.2 L V8       | 75      | Mikaël Grenier        | 1       |
| 75 Express                                  | Mercedes-AMG GT3 Evo             | Mercedes-AMG M159 6.2 L V8       | 75      | Kenny Habul           | 1       |
| AO Racing                                   | Porsche 911 GT3 R (992)          | Porsche M97/80 4.2 L Flat-6      | 77      | Klaus Bachler         | 1–2     |
| AO Racing                                   | Porsche 911 GT3 R (992)          | Porsche M97/80 4.2 L Flat-6      | 77      | Laurin Heinrich       | 1–2     |
| AO Racing                                   | Porsche 911 GT3 R (992)          | Porsche M97/80 4.2 L Flat-6      | 77      | Alessio Picariello    | 1–2     |
| DragonSpeed                                 | Ferrari 296 GT3                  | Ferrari F163CE 3.0 L Turbo V6    | 81      | Albert Costa          | 1–2     |
| DragonSpeed                                 | Ferrari 296 GT3                  | Ferrari F163CE 3.0 L Turbo V6    | 81      | Davide Rigon          | 1–2     |
| DragonSpeed                                 | Ferrari 296 GT3                  | Ferrari F163CE 3.0 L Turbo V6    | 81      | Miguel Molina         | 1       |
| DragonSpeed                                 | Ferrari 296 GT3                  | Ferrari F163CE 3.0 L Turbo V6    | 81      | Thomas Neubauer       | 1       |
| DragonSpeed                                 | Ferrari 296 GT3                  | Ferrari F163CE 3.0 L Turbo V6    | 81      | Giacomo Altoè         | 2       |
| Trackhouse by TF Sport                      | Chevrolet Corvette Z06 GT3.R     | Chevrolet LT6 5.5 L V8           | 91      | Shane van Gisbergen   | 1       |
| Trackhouse by TF Sport                      | Chevrolet Corvette Z06 GT3.R     | Chevrolet LT6 5.5 L V8           | 91      | Ben Keating           | 1       |
| Trackhouse by TF Sport                      | Chevrolet Corvette Z06 GT3.R     | Chevrolet LT6 5.5 L V8           | 91      | Scott McLaughlin      | 1       |
| Trackhouse by TF Sport                      | Chevrolet Corvette Z06 GT3.R     | Chevrolet LT6 5.5 L V8           | 91      | Connor Zilisch        | 1       |
| GTD                                         |                                  |                                  |         |                       |         |
| Triarsi Competizione                        | Ferrari 296 GT3                  | Ferrari F163CE 3.0 L Turbo V6    | 021     | Stevan McAleer        | 1–3     |
| Triarsi Competizione                        | Ferrari 296 GT3                  | Ferrari F163CE 3.0 L Turbo V6    | 021     | Sheena Monk           | 1–3     |
| Triarsi Competizione                        | Ferrari 296 GT3                  | Ferrari F163CE 3.0 L Turbo V6    | 021     | Mike Skeen            | 1–2     |
| Triarsi Competizione                        | Ferrari 296 GT3                  | Ferrari F163CE 3.0 L Turbo V6    | 021     | James Calado          | 1       |
| Triarsi Competizione                        | Ferrari 296 GT3                  | Ferrari F163CE 3.0 L Turbo V6    | 023     | Alessio Rovera        | 1–2     |
| Triarsi Competizione                        | Ferrari 296 GT3                  | Ferrari F163CE 3.0 L Turbo V6    | 023     | Charlie Scardina      | 1–2     |
| Triarsi Competizione                        | Ferrari 296 GT3                  | Ferrari F163CE 3.0 L Turbo V6    | 023     | Onofrio Triarsi       | 1–2     |
| Triarsi Competizione                        | Ferrari 296 GT3                  | Ferrari F163CE 3.0 L Turbo V6    | 023     | Eddie Cheever III     | 1       |
| Vasser Sullivan Racing                      | Lexus RC F GT3                   | Toyota 2UR-GSE 5.0 L V8          | 12      | Jack Hawksworth       | 1–3     |
| Vasser Sullivan Racing                      | Lexus RC F GT3                   | Toyota 2UR-GSE 5.0 L V8          | 12      | Parker Thompson       | 1–3     |
| Vasser Sullivan Racing                      | Lexus RC F GT3                   | Toyota 2UR-GSE 5.0 L V8          | 12      | Frankie Montecalvo    | 1–2     |
| Vasser Sullivan Racing                      | Lexus RC F GT3                   | Toyota 2UR-GSE 5.0 L V8          | 12      | Kyle Kirkwood         | 1       |
| Vasser Sullivan Racing                      | Lexus RC F GT3                   | Toyota 2UR-GSE 5.0 L V8          | 89      | Frankie Montecalvo    | 3       |
| Vasser Sullivan Racing                      | Lexus RC F GT3                   | Toyota 2UR-GSE 5.0 L V8          | 89      | Aaron Telitz          | 3       |
| AWA                                         | Chevrolet Corvette Z06 GT3.R     | Chevrolet LT6 5.5 L V8           | 13      | Matt Bell             | 1–3     |
| AWA                                         | Chevrolet Corvette Z06 GT3.R     | Chevrolet LT6 5.5 L V8           | 13      | Orey Fidani           | 1–3     |
| AWA                                         | Chevrolet Corvette Z06 GT3.R     | Chevrolet LT6 5.5 L V8           | 13      | Lars Kern             | 1–2     |
| AWA                                         | Chevrolet Corvette Z06 GT3.R     | Chevrolet LT6 5.5 L V8           | 13      | Marvin Kirchhöfer     | 1       |
| Van der Steur Racing                        | Aston Martin Vantage AMR GT3 Evo | Aston Martin M177 4.0 L Turbo V8 | 19      | Valentin Hasse-Clot   | 1–2     |
| Van der Steur Racing                        | Aston Martin Vantage AMR GT3 Evo | Aston Martin M177 4.0 L Turbo V8 | 19      | Anthony McIntosh      | 1–2     |
| Van der Steur Racing                        | Aston Martin Vantage AMR GT3 Evo | Aston Martin M177 4.0 L Turbo V8 | 19      | Rory van der Steur    | 1–2     |
| Van der Steur Racing                        | Aston Martin Vantage AMR GT3 Evo | Aston Martin M177 4.0 L Turbo V8 | 19      | Maxime Robin          | 1       |
| AF Corse                                    | Ferrari 296 GT3                  | Ferrari F163CE 3.0 L Turbo V6    | 21      | Simon Mann            | 1–2     |
| AF Corse                                    | Ferrari 296 GT3                  | Ferrari F163CE 3.0 L Turbo V6    | 21      | Alessandro Pier Guidi | 1–2     |
| AF Corse                                    | Ferrari 296 GT3                  | Ferrari F163CE 3.0 L Turbo V6    | 21      | Lilou Wadoux          | 1–2     |
| AF Corse                                    | Ferrari 296 GT3                  | Ferrari F163CE 3.0 L Turbo V6    | 21      | Kei Cozzolino         | 1       |
| AF Corse                                    | Ferrari 296 GT3                  | Ferrari F163CE 3.0 L Turbo V6    | 50      | Riccardo Agostini     | 1       |
| AF Corse                                    | Ferrari 296 GT3                  | Ferrari F163CE 3.0 L Turbo V6    | 50      | Conrad Laursen        | 1       |
| AF Corse                                    | Ferrari 296 GT3                  | Ferrari F163CE 3.0 L Turbo V6    | 50      | Arthur Leclerc        | 1       |
| AF Corse                                    | Ferrari 296 GT3                  | Ferrari F163CE 3.0 L Turbo V6    | 50      | Custodio Toledo       | 1       |
| Cetilar Racing                              | Ferrari 296 GT3                  | Ferrari F163CE 3.0 L Turbo V6    | 47      | Antonio Fuoco         | 1–2     |
| Cetilar Racing                              | Ferrari 296 GT3                  | Ferrari F163CE 3.0 L Turbo V6    | 47      | Lorenzo Patrese       | 1–2     |
| Cetilar Racing                              | Ferrari 296 GT3                  | Ferrari F163CE 3.0 L Turbo V6    | 47      | Nicola Lacorte        | 1       |
| Cetilar Racing                              | Ferrari 296 GT3                  | Ferrari F163CE 3.0 L Turbo V6    | 47      | Roberto Lacorte       | 1       |
| Cetilar Racing                              | Ferrari 296 GT3                  | Ferrari F163CE 3.0 L Turbo V6    | 47      | Giorgio Sernagiotto   | 2       |
| Heart of Racing Team                        | Aston Martin Vantage AMR GT3 Evo | Aston Martin M177 4.0 L Turbo V8 | 27      | Tom Gamble            | 1–3     |
| Heart of Racing Team                        | Aston Martin Vantage AMR GT3 Evo | Aston Martin M177 4.0 L Turbo V8 | 27      | Casper Stevenson      | 1–3     |
| Heart of Racing Team                        | Aston Martin Vantage AMR GT3 Evo | Aston Martin M177 4.0 L Turbo V8 | 27      | Zacharie Robichon     | 1–2     |
| Heart of Racing Team                        | Aston Martin Vantage AMR GT3 Evo | Aston Martin M177 4.0 L Turbo V8 | 27      | Mattia Drudi          | 1       |
| Korthoff Competition Motors                 | Mercedes-AMG GT3 Evo             | Mercedes-AMG M159 6.2 L V8       | 32      | Kenton Koch           | 1–3     |
| Korthoff Competition Motors                 | Mercedes-AMG GT3 Evo             | Mercedes-AMG M159 6.2 L V8       | 32      | Seth Lucas            | 1–3     |
| Korthoff Competition Motors                 | Mercedes-AMG GT3 Evo             | Mercedes-AMG M159 6.2 L V8       | 32      | Maximilian Götz       | 1–2     |
| Korthoff Competition Motors                 | Mercedes-AMG GT3 Evo             | Mercedes-AMG M159 6.2 L V8       | 32      | Daniel Morad          | 1       |
| Conquest Racing                             | Ferrari 296 GT3                  | Ferrari F163CE 3.0 L Turbo V6    | 34      | Manny Franco          | 1–3     |
| Conquest Racing                             | Ferrari 296 GT3                  | Ferrari F163CE 3.0 L Turbo V6    | 34      | Daniel Serra          | 1–3     |
| Conquest Racing                             | Ferrari 296 GT3                  | Ferrari F163CE 3.0 L Turbo V6    | 34      | Cédric Sbirrazzuoli   | 1–2     |
| Conquest Racing                             | Ferrari 296 GT3                  | Ferrari F163CE 3.0 L Turbo V6    | 34      | Giacomo Altoè         | 1       |
| DXDT Racing                                 | Chevrolet Corvette Z06 GT3.R     | Chevrolet LT6 5.5 L V8           | 36      | Charlie Eastwood      | 1–2     |
| DXDT Racing                                 | Chevrolet Corvette Z06 GT3.R     | Chevrolet LT6 5.5 L V8           | 36      | Alec Udell            | 1–2     |
| DXDT Racing                                 | Chevrolet Corvette Z06 GT3.R     | Chevrolet LT6 5.5 L V8           | 36      | Salih Yoluç           | 1–2     |
| DXDT Racing                                 | Chevrolet Corvette Z06 GT3.R     | Chevrolet LT6 5.5 L V8           | 36      | Pipo Derani           | 1       |
| DXDT Racing                                 | Chevrolet Corvette Z06 GT3.R     | Chevrolet LT6 5.5 L V8           | 36      | Tommy Milner          | 3       |
| DXDT Racing                                 | Chevrolet Corvette Z06 GT3.R     | Chevrolet LT6 5.5 L V8           | 36      | Robert Wickens        | 3       |
| Magnus Racing                               | Aston Martin Vantage AMR GT3 Evo | Aston Martin M177 4.0 L Turbo V8 | 44      | Andy Lally            | 1       |
| Magnus Racing                               | Aston Martin Vantage AMR GT3 Evo | Aston Martin M177 4.0 L Turbo V8 | 44      | John Potter           | 1       |
| Magnus Racing                               | Aston Martin Vantage AMR GT3 Evo | Aston Martin M177 4.0 L Turbo V8 | 44      | Spencer Pumpelly      | 1       |
| Magnus Racing                               | Aston Martin Vantage AMR GT3 Evo | Aston Martin M177 4.0 L Turbo V8 | 44      | Nicki Thiim           | 1       |
| Wayne Taylor Racing                         | Lamborghini Huracán GT3 Evo 2    | Lamborghini DGF 5.2 L V10        | 45      | Danny Formal          | 1–3     |
| Wayne Taylor Racing                         | Lamborghini Huracán GT3 Evo 2    | Lamborghini DGF 5.2 L V10        | 45      | Trent Hindman         | 1–3     |
| Wayne Taylor Racing                         | Lamborghini Huracán GT3 Evo 2    | Lamborghini DGF 5.2 L V10        | 45      | Graham Doyle          | 1–2     |
| Wayne Taylor Racing                         | Lamborghini Huracán GT3 Evo 2    | Lamborghini DGF 5.2 L V10        | 45      | Kyle Marcelli         | 1       |
| Winward Racing                              | Mercedes-AMG GT3 Evo             | Mercedes-AMG M159 6.2 L V8       | 57      | Philip Ellis          | 1–3     |
| Winward Racing                              | Mercedes-AMG GT3 Evo             | Mercedes-AMG M159 6.2 L V8       | 57      | Russell Ward          | 1–3     |
| Winward Racing                              | Mercedes-AMG GT3 Evo             | Mercedes-AMG M159 6.2 L V8       | 57      | Indy Dontje           | 1–2     |
| Winward Racing                              | Mercedes-AMG GT3 Evo             | Mercedes-AMG M159 6.2 L V8       | 57      | Lucas Auer            | 1       |
| Gradient Racing                             | Ford Mustang GT3                 | Ford Coyote 5.4 L V8             | 66      | Till Bechtolsheimer   | 1–2     |
| Gradient Racing                             | Ford Mustang GT3                 | Ford Coyote 5.4 L V8             | 66      | Tatiana Calderón      | 1–2     |
| Gradient Racing                             | Ford Mustang GT3                 | Ford Coyote 5.4 L V8             | 66      | Joey Hand             | 1–2     |
| Gradient Racing                             | Ford Mustang GT3                 | Ford Coyote 5.4 L V8             | 66      | Harry Tincknell       | 1       |
| Gradient Racing                             | Ford Mustang GT3                 | Ford Coyote 5.4 L V8             | 66      | Jenson Altzman        | 3       |
| Gradient Racing                             | Ford Mustang GT3                 | Ford Coyote 5.4 L V8             | 66      | Robert Megennis       | 3       |
| Inception Racing                            | Ferrari 296 GT3                  | Ferrari F163CE 3.0 L Turbo V6    | 70      | Brendan Iribe         | 1–3     |
| Inception Racing                            | Ferrari 296 GT3                  | Ferrari F163CE 3.0 L Turbo V6    | 70      | Frederik Schandorff   | 1–3     |
| Inception Racing                            | Ferrari 296 GT3                  | Ferrari F163CE 3.0 L Turbo V6    | 70      | Ollie Millroy         | 1–2     |
| Inception Racing                            | Ferrari 296 GT3                  | Ferrari F163CE 3.0 L Turbo V6    | 70      | David Fumanelli       | 1       |
| Forte Racing                                | Lamborghini Huracán GT3 Evo 2    | Lamborghini DGF 5.2 L V10        | 78      | Mario Farnbacher      | 1–3     |
| Forte Racing                                | Lamborghini Huracán GT3 Evo 2    | Lamborghini DGF 5.2 L V10        | 78      | Misha Goikhberg       | 1–3     |
| Forte Racing                                | Lamborghini Huracán GT3 Evo 2    | Lamborghini DGF 5.2 L V10        | 78      | Parker Kligerman      | 1–2     |
| Forte Racing                                | Lamborghini Huracán GT3 Evo 2    | Lamborghini DGF 5.2 L V10        | 78      | Franck Perera         | 1       |
| Lone Star Racing                            | Mercedes-AMG GT3 Evo             | Mercedes-AMG M159 6.2 L V8       | 80      | Scott Andrews         | 1–2     |
| Lone Star Racing                            | Mercedes-AMG GT3 Evo             | Mercedes-AMG M159 6.2 L V8       | 80      | Eric Filgueiras       | 1–2     |
| Lone Star Racing                            | Mercedes-AMG GT3 Evo             | Mercedes-AMG M159 6.2 L V8       | 80      | Dan Knox              | 1–2     |
| Lone Star Racing                            | Mercedes-AMG GT3 Evo             | Mercedes-AMG M159 6.2 L V8       | 80      | Ralf Aron             | 1       |
| Iron Dames                                  | Porsche 911 GT3 R (992)          | Porsche M97/80 4.2 L Flat-6      | 83      | Sarah Bovy            | 1–2     |
| Iron Dames                                  | Porsche 911 GT3 R (992)          | Porsche M97/80 4.2 L Flat-6      | 83      | Rahel Frey            | 1–2     |
| Iron Dames                                  | Porsche 911 GT3 R (992)          | Porsche M97/80 4.2 L Flat-6      | 83      | Michelle Gatting      | 1–2     |
| Iron Dames                                  | Porsche 911 GT3 R (992)          | Porsche M97/80 4.2 L Flat-6      | 83      | Karen Gaillard        | 1       |
| Turner Motorsport                           | BMW M4 GT3 Evo                   | BMW P58 3.0 L Turbo I6           | 96      | Robby Foley           | 1–3     |
| Turner Motorsport                           | BMW M4 GT3 Evo                   | BMW P58 3.0 L Turbo I6           | 96      | Patrick Gallagher     | 1–3     |
| Turner Motorsport                           | BMW M4 GT3 Evo                   | BMW P58 3.0 L Turbo I6           | 96      | Jake Walker           | 1–2     |
| Turner Motorsport                           | BMW M4 GT3 Evo                   | BMW P58 3.0 L Turbo I6           | 96      | Jens Klingmann        | 1       |
| Wright Motorsports                          | Porsche 911 GT3 R (992)          | Porsche M97/80 4.2 L Flat-6      | 120     | Adam Adelson          | 1–3     |
| Wright Motorsports                          | Porsche 911 GT3 R (992)          | Porsche M97/80 4.2 L Flat-6      | 120     | Elliott Skeer         | 1–3     |
| Wright Motorsports                          | Porsche 911 GT3 R (992)          | Porsche M97/80 4.2 L Flat-6      | 120     | Tom Sargent           | 1–2     |
| Wright Motorsports                          | Porsche 911 GT3 R (992)          | Porsche M97/80 4.2 L Flat-6      | 120     | Ayhancan Güven        | 1       |
| AO Racing                                   | Porsche 911 GT3 R (992)          | Porsche M97/80 4.2 L Flat-6      | 177     | Jonny Edgar           | 3       |
| AO Racing                                   | Porsche 911 GT3 R (992)          | Porsche M97/80 4.2 L Flat-6      | 177     | Laurens Vanthoor      | 3       |

## Risultati
| Gara | Circuito     | Team vincitore GTP                      | Team vincitore LMP2                                 |                                                  | Team vincitore GTD Pro                            | Team vincitore GTD | Resoconto |
| Gara | Circuito     | Piloti vincitori GTP                    | Piloti vincitori LMP2                               | Piloti vincitori GTD Pro                         | Piloti vincitori GTD                              |                    | Resoconto |
| ---- | ------------ | --------------------------------------- | --------------------------------------------------- | ------------------------------------------------ | ------------------------------------------------- | ------------------ | --------- |
| 1    | Daytona      | #7 Porsche Penske Motorsport            | #22 United Autosports USA                           | #65 Ford Multimatic Motorsports                  | #13 AWA                                           | Resoconto          |           |
| 1    | Daytona      | Felipe Nasr Nick Tandy Laurens Vanthoor | James Allen Paul di Resta Dan Goldburg Rasmus Lindh | Christopher Mies Dennis Olsen Frédéric Vervisch  | Matt Bell Orey Fidani Lars Kern Marvin Kirchhöfer | Resoconto          |           |
| 2    | Sebring      | #7 Porsche Penske Motorsport            | #43 Inter Europol Competition                       | #77 AO Racing                                    | #57 Winward Racing                                |                    |           |
| 2    | Sebring      | Felipe Nasr Nick Tandy Laurens Vanthoor | Jeremy Clarke Tom Dillmann Bijoy Garg               | Klaus Bachler Laurin Heinrich Alessio Picariello | Indy Dontje Philip Ellis Russell Ward             |                    |           |
| 3    | Long Beach   |                                         | non partecipano                                     | non partecipano                                  |                                                   |                    |           |
| 3    | Long Beach   |                                         | non partecipano                                     | non partecipano                                  |                                                   |                    |           |
| 4    | Laguna Seca  |                                         | non partecipano                                     |                                                  |                                                   |                    |           |
| 4    | Laguna Seca  |                                         | non partecipano                                     |                                                  |                                                   |                    |           |
| 5    | Detroit      |                                         | non partecipano                                     |                                                  | non partecipano                                   |                    |           |
| 5    | Detroit      |                                         | non partecipano                                     |                                                  | non partecipano                                   |                    |           |
| 6    | Watkins Glen |                                         |                                                     |                                                  |                                                   |                    |           |
| 6    | Watkins Glen |                                         |                                                     |                                                  |                                                   |                    |           |
| 7    | Mosport      | non partecipano                         |                                                     |                                                  |                                                   |                    |           |
| 7    | Mosport      | non partecipano                         |                                                     |                                                  |                                                   |                    |           |
| 8    | Road America |                                         |                                                     |                                                  |                                                   |                    |           |
| 8    | Road America |                                         |                                                     |                                                  |                                                   |                    |           |
| 9    | Virginia     | non partecipano                         | non partecipano                                     |                                                  |                                                   |                    |           |
| 9    | Virginia     | non partecipano                         | non partecipano                                     |                                                  |                                                   |                    |           |
| 10   | Indianapolis |                                         |                                                     |                                                  |                                                   |                    |           |
| 10   | Indianapolis |                                         |                                                     |                                                  |                                                   |                    |           |
| 11   | Road Atlanta |                                         |                                                     |                                                  |                                                   |                    |           |
| 11   | Road Atlanta |                                         |                                                     |                                                  |                                                   |                    |           |

## Classifiche
| Posizione  | 1º  | 2º  | 3º  | 4º  | 5º  | 6º  | 7º  | 8º  | 9º  | 10º | 11º | 12º | 13º | 14º | 15º | 16º | 17º | 18º | 19º | 20º | 21º | 22º | 23º | 24º | 25º | 26º | 27º | 28º | 29º | 30º+ |
| ---------- | --- | --- | --- | --- | --- | --- | --- | --- | --- | --- | --- | --- | --- | --- | --- | --- | --- | --- | --- | --- | --- | --- | --- | --- | --- | --- | --- | --- | --- | ---- |
| Qualifiche | 35  | 32  | 30  | 28  | 26  | 25  | 24  | 23  | 22  | 21  | 20  | 19  | 18  | 17  | 16  | 15  | 14  | 13  | 12  | 11  | 10  | 9   | 8   | 7   | 6   | 5   | 4   | 3   | 2   | 1    |
| Gara       | 350 | 320 | 300 | 280 | 260 | 250 | 240 | 230 | 220 | 210 | 200 | 190 | 180 | 170 | 160 | 150 | 140 | 130 | 120 | 110 | 100 | 90  | 80  | 70  | 60  | 50  | 40  | 30  | 20  | 10   |

Michelin Endurance Cup
Il sistema a punti per la Michelin Endurance Cup è diverso dal normale sistema a punti. I punti vengono assegnati su base 5–4–3–2 per piloti, team e costruttori. La prima posizione finale ad ogni intervallo guadagna cinque punti, quattro punti per la seconda posizione, tre punti per la terza, con due punti assegnati per la quarta e ogni successiva posizione finale.
| Posizione  | 1 | 2 | 3 | Altre posizioni |
| ---------- | - | - | - | --------------- |
| Qualifiche | 5 | 4 | 3 | 2               |

### Campionati Piloti

#### Classifica: Grand Touring Prototype (GTP)
| Pos. | Piloti                                            | DAY | SEB | LBH | LGA | DET | WGL | ELK | IMS | ATL | Punti | MEC |
| ---- | ------------------------------------------------- | --- | --- | --- | --- | --- | --- | --- | --- | --- | ----- | --- |
| 1    | Felipe Nasr Nick Tandy Laurens Vanthoor           | 1   | 1   |     |     |     |     |     |     |     | 760   | 31  |
| 2    | Matt Campbell Kévin Estre Mathieu Jaminet         | 3   | 2   |     |     |     |     |     |     |     | 669   | 21  |
| 3    | Tom Blomqvist Colin Braun Scott Dixon             | 2   | 10  |     |     |     |     |     |     |     | 587   | 23  |
| 4    | Álex Palou Nick Yelloly Renger van der Zande      | 8   | 3   |     |     |     |     |     |     |     | 587   | 16  |
| 5    | Filipe Albuquerque Will Stevens Ricky Taylor      | 5   | 7   |     |     |     |     |     |     |     | 547   | 14  |
| 6    | Jack Aitken Earl Bamber Frederik Vesti            | 9   | 4   |     |     |     |     |     |     |     | 546   | 19  |
| 7    | Philipp Eng Kevin Magnussen Dries Vanthoor        | 4   | 12  |     |     |     |     |     |     |     | 540   | 15  |
| 8    | Robin Frijns Sheldon van der Linde Marco Wittmann | 7   | 5   |     |     |     |     |     |     |     | 540   | 14  |
| 9    | Gianmaria Bruni Tijmen van der Helm               | 6   | 8   |     |     |     |     |     |     |     | 528   | 14  |
| 10   | Brendon Hartley                                   | 5   | 11  |     |     |     |     |     |     |     | 508   | 14  |
| 11   | Neel Jani Nico Pino Tristan Vautier               | 10  | 6   |     |     |     |     |     |     |     | 506   | 14  |
| 12   | Louis Delétraz Jordan Taylor                      | 11  | 11  |     |     |     |     |     |     |     | 447   | 15  |
| 13   | Mirko Bortolotti Romain Grosjean Daniil Kvyat     | 12  | 13  |     |     |     |     |     |     |     | 412   | 14  |
| 14   | Felix Rosenqvist                                  | 2   |     |     |     |     |     |     |     |     | 345   | 14  |
| 15   | Raffaele Marciello                                | 4   |     |     |     |     |     |     |     |     | 315   | 9   |
| 16   | Bryce Aron Pascal Wehrlein                        | 6   |     |     |     |     |     |     |     |     | 276   | 8   |
| 17   | Kakunoshin Ohta                                   | 8   |     |     |     |     |     |     |     |     | 262   | 8   |
| 18   | René Rast                                         | 7   |     |     |     |     |     |     |     |     | 259   | 8   |
| 19   | Nico Müller                                       |     | 8   |     |     |     |     |     |     |     | 252   | 6   |
| 20   | Felipe Drugovich                                  | 9   |     |     |     |     |     |     |     |     | 248   | 8   |
| 21   | Roman De Angelis Ross Gunn Alex Riberas           |     | 9   |     |     |     |     |     |     |     | 239   | 8   |
| 22   | Julien Andlauer                                   | 10  |     |     |     |     |     |     |     |     | 230   | 8   |
| 23   | Kamui Kobayashi                                   | 11  |     |     |     |     |     |     |     |     | 223   | 9   |
| 24   | Edoardo Mortara                                   | 12  |     |     |     |     |     |     |     |     | 213   | 8   |
| Pos. | Piloti                                            | DAY | SEB | LBH | LGA | DET | WGL | ELK | IMS | ATL | Punti | MEC |

#### Classifica: Le Mans Prototype 2 (LMP2)
| Pos. | Piloti                                           | DAY | SEB | WGL | MOS | ELK | IMS | ATL | Punti | MEC |
| ---- | ------------------------------------------------ | --- | --- | --- | --- | --- | --- | --- | ----- | --- |
| 1    | Josh Burdon Felipe Fraga Gar Robinson            | 2   | 4   |     |     |     |     |     | 645   | 18  |
| 2    | Paul di Resta Dan Goldburg Rasmus Lindh          | 1   | 8   |     |     |     |     |     | 643   | 21  |
| 3    | Tom Dillmann Bijoy Garg                          | 10  | 1   |     |     |     |     |     | 602   | 21  |
| 4    | Mikkel Jensen Hunter McElrea Steven Thomas       | 8   | 3   |     |     |     |     |     | 591   | 19  |
| 5    | Mathias Beche Benjamin Pedersen Rodrigo Sales    | 3   | 9   |     |     |     |     |     | 576   | 18  |
| 6    | Dane Cameron Jonny Edgar P.J. Hyett              | 5   | 6   |     |     |     |     |     | 557   | 18  |
| 7    | Sebastián Álvarez Sébastien Bourdais John Farano | 12  | 2   |     |     |     |     |     | 548   | 18  |
| 8    | Malthe Jakobsen George Kurtz Toby Sowery         | 6   | 6   |     |     |     |     |     | 545   | 19  |
| 9    | Nick Boulle Ben Hanley                           | 11  | 5   |     |     |     |     |     | 520   | 16  |
| 10   | David Heinemeier Hansson Tobias Lütke            | 4   | 12  |     |     |     |     |     | 516   | 14  |
| 11   | Nicklas Nielsen Luis Pérez Companc               | 7   | 10  |     |     |     |     |     | 499   | 14  |
| 12   | Chris Cumming Pietro Fittipaldi James Roe        | 9   | 11  |     |     |     |     |     | 468   | 14  |
| 13   | James Allen                                      | 1   |     |     |     |     |     |     | 385   | 14  |
| 14   | Jeremy Clarke                                    |     | 1   |     |     |     |     |     | 371   | 11  |
| 15   | Felipe Massa                                     | 2   |     |     |     |     |     |     | 343   | 12  |
| 16   | Ben Keating                                      | 3   |     |     |     |     |     |     | 332   | 12  |
| 17   | Paul-Loup Chatin Ryan Dalziel                    | 4   |     |     |     |     |     |     | 300   | 8   |
| 18   | Juan Manuel Correa                               |     | 5   |     |     |     |     |     | 290   | 8   |
| 19   | Christian Rasmussen                              | 5   |     |     |     |     |     |     | 285   | 12  |
| 20   | Colton Herta                                     | 6   |     |     |     |     |     |     | 272   | 10  |
| 21   | Dylan Murry Matthieu Vaxivière                   | 7   |     |     |     |     |     |     | 264   | 8   |
| 22   | Charles Milesi                                   | 8   |     |     |     |     |     |     | 256   | 8   |
| 23   | Callum Ilott                                     | 9   |     |     |     |     |     |     | 248   | 8   |
| 24   | Matías Pérez Companc                             |     | 10  |     |     |     |     |     | 235   | 6   |
| 25   | António Félix da Costa Jon Field                 | 10  |     |     |     |     |     |     | 231   | 10  |
| 26   | Oliver Jarvis Garnet Patterson                   | 11  |     |     |     |     |     |     | 230   | 8   |
| 27   | Kakunoshin Ohta                                  |     | 12  |     |     |     |     |     | 216   | 6   |
| 28   | Job van Uitert                                   | 12  |     |     |     |     |     |     | 209   | 10  |
| Pos. | Piloti                                           | DAY | SEB | WGL | MOS | ELK | IMS | ATL | Punti | MEC |

#### Classifica: GT Daytona Pro (GTD Pro)
| Pos. | Piloti                                                          | DAY | SEB | LGA | DET | WGL | MOS | ELK | VIR | IMS | ATL | Punti | MEC |
| ---- | --------------------------------------------------------------- | --- | --- | --- | --- | --- | --- | --- | --- | --- | --- | ----- | --- |
| 1    | Christopher Mies Dennis Olsen Frédéric Vervisch                 | 1   | 6   |     |     |     |     |     |     |     |     | 653   | 19  |
| 2    | Klaus Bachler Laurin Heinrich Alessio Picariello                | 8   | 1   |     |     |     |     |     |     |     |     | 636   | 22  |
| 3    | Connor De Phillippi Madison Snow Neil Verhagen                  | 4   | 3   |     |     |     |     |     |     |     |     | 628   | 27  |
| 4    | Sebastian Priaulx Mike Rockenfeller                             | 3   | 5   |     |     |     |     |     |     |     |     | 617   | 15  |
| 5    | Antonio García Daniel Juncadella Alexander Sims                 | 2   | 7   |     |     |     |     |     |     |     |     | 614   | 16  |
| 6    | Albert Costa Davide Rigon                                       | 6   | 4   |     |     |     |     |     |     |     |     | 584   | 14  |
| 7    | Dan Harper Max Hesse Jesse Krohn                                | 12  | 2   |     |     |     |     |     |     |     |     | 568   | 23  |
| 8    | Nicky Catsburg Tommy Milner Nico Varrone                        | 7   | 9   |     |     |     |     |     |     |     |     | 510   | 18  |
| 9    | Matteo Cressoni Richard Lietz Claudio Schiavoni                 | 10  | 8   |     |     |     |     |     |     |     |     | 477   | 14  |
| 10   | Kyle Kirkwood Aaron Telitz                                      | 11  | 11  |     |     |     |     |     |     |     |     | 446   | 14  |
| 11   | Andrea Caldarelli James Hinchcliffe Marco Mapelli               | 13  | 10  |     |     |     |     |     |     |     |     | 439   | 14  |
| 12   | Austin Cindric                                                  | 3   |     |     |     |     |     |     |     |     |     | 335   | 9   |
| 13   | Giacomo Altoè                                                   |     | 4   |     |     |     |     |     |     |     |     | 315   | 6   |
| 14   | Kelvin van der Linde                                            | 4   |     |     |     |     |     |     |     |     |     | 298   | 15  |
| 15   | Ben Barker                                                      |     | 5   |     |     |     |     |     |     |     |     | 282   | 6   |
| 16   | Anthony Bartone Maxime Martin Fabian Schiller Luca Stolz        | 5   |     |     |     |     |     |     |     |     |     | 280   | 8   |
| 17   | Miguel Molina Thomas Neubauer                                   | 6   |     |     |     |     |     |     |     |     |     | 269   | 8   |
| 18   | Shane van Gisbergen Ben Keating Scott McLaughlin Connor Zilisch | 9   |     |     |     |     |     |     |     |     |     | 243   | 8   |
| 19   | Thomas Preining                                                 | 10  |     |     |     |     |     |     |     |     |     | 227   | 8   |
| 20   | José María López                                                |     | 11  |     |     |     |     |     |     |     |     | 224   | 6   |
| 21   | Augusto Farfus                                                  | 12  |     |     |     |     |     |     |     |     |     | 220   | 11  |
| 22   | Ben Barnicoat Townsend Bell                                     | 11  |     |     |     |     |     |     |     |     |     | 216   | 8   |
| 23   | Jordan Pepper                                                   | 13  |     |     |     |     |     |     |     |     |     | 206   | 8   |
| 24   | Roman De Angelis Ross Gunn Alex Riberas Marco Sørensen          | 14  |     |     |     |     |     |     |     |     |     | 191   | 8   |
| 25   | Maro Engel Jules Gounon Mikaël Grenier Kenny Habul              | 15  |     |     |     |     |     |     |     |     |     | 186   | 8   |
| Pos. | Piloti                                                          | DAY | SEB | LGA | DET | WGL | MOS | ELK | VIR | IMS | ATL | Punti | MEC |

#### Classifica: GT Daytona (GTD)
| Pos. | Piloti                                                          | DAY | SEB | LBH | LGA | WGL | MOS | ELK | VIR | IMS | ATL | Punti | MEC |
| ---- | --------------------------------------------------------------- | --- | --- | --- | --- | --- | --- | --- | --- | --- | --- | ----- | --- |
| 1    | Indy Dontje Philip Ellis Russell Ward                           | 4   | 1   |     |     |     |     |     |     |     |     | 690   | 17  |
| 2    | Tom Gamble Zacharie Robichon Casper Stevenson                   | 3   | 3   |     |     |     |     |     |     |     |     | 649   | 18  |
| 3    | Adam Adelson Tom Sargent Elliott Skeer                          | 2   | 5   |     |     |     |     |     |     |     |     | 633   | 20  |
| 4    | Matt Bell Orey Fidani Lars Kern                                 | 1   | 10  |     |     |     |     |     |     |     |     | 590   | 20  |
| 5    | Robby Foley Patrick Gallagher Jake Walker                       | 5   | 6   |     |     |     |     |     |     |     |     | 549   | 15  |
| 6    | Jack Hawksworth Frankie Montecalvo Parker Thompson              | 14  | 2   |     |     |     |     |     |     |     |     | 548   | 18  |
| 7    | Manny Franco Cédric Sbirrazzuoli Daniel Serra                   | 11  | 7   |     |     |     |     |     |     |     |     | 484   | 14  |
| 8    | Sarah Bovy Rahel Frey Michelle Gatting                          | 8   | 11  |     |     |     |     |     |     |     |     | 471   | 14  |
| 9    | Brendan Iribe Ollie Millroy Frederik Schandorff                 | 18  | 4   |     |     |     |     |     |     |     |     | 433   | 21  |
| 10   | Mario Farnbacher Misha Goikhberg Parker Kligerman               | 12  | 12  |     |     |     |     |     |     |     |     | 430   | 14  |
| 11   | Scott Andrews Eric Filgueiras Dan Knox                          | 13  | 9   |     |     |     |     |     |     |     |     | 430   | 16  |
| 12   | Valentin Hasse-Clot Anthony McIntosh Rory van der Steur         | 6   | 17  |     |     |     |     |     |     |     |     | 427   | 14  |
| 13   | Graham Doyle Danny Formal Trent Hindman                         | 10  | 14  |     |     |     |     |     |     |     |     | 423   | 14  |
| 14   | Maximilian Götz Kenton Koch Seth Lucas                          | 9   |     |     |     |     |     |     |     |     |     | 392   | 15  |
| 15   | Charlie Eastwood Alec Udell Salih Yoluç                         | 19  | 8   |     |     |     |     |     |     |     |     | 382   | 14  |
| 16   | Marvin Kirchhöfer                                               | 1   |     |     |     |     |     |     |     |     |     | 365   | 14  |
| 17   | Ayhancan Güven                                                  | 2   |     |     |     |     |     |     |     |     |     | 355   | 13  |
| 18   | Simon Mann Alessandro Pier Guidi Lilou Wadoux                   | 16  | 16  |     |     |     |     |     |     |     |     | 352   | 20  |
| 19   | Till Bechtolsheimer Tatiana Calderón Joey Hand                  | 17  | 13  |     |     |     |     |     |     |     |     | 348   | 14  |
| 20   | Mattia Drudi                                                    | 3   |     |     |     |     |     |     |     |     |     | 324   | 8   |
| 21   | Lucas Auer                                                      | 4   |     |     |     |     |     |     |     |     |     | 312   | 8   |
| 22   | Alessio Rovera Charlie Scardina Onofrio Triarsi                 | 15  | 20  |     |     |     |     |     |     |     |     | 298   | 14  |
| 23   | Stevan McAleer Sheena Monk Mike Skeen                           | 22  | 15  |     |     |     |     |     |     |     |     | 293   | 16  |
| 24   | Jens Klingmann                                                  | 5   |     |     |     |     |     |     |     |     |     | 278   | 9   |
| 25   | Maxime Robin                                                    | 6   |     |     |     |     |     |     |     |     |     | 275   | 8   |
| 26   | Antonio Fuoco Lorenzo Patrese                                   | 20  | 19  |     |     |     |     |     |     |     |     | 268   | 14  |
| 27   | Riccardo Agostini Conrad Laursen Arthur Leclerc Custodio Toledo | 7   |     |     |     |     |     |     |     |     |     | 254   | 8   |
| 28   | Karen Gaillard                                                  | 8   |     |     |     |     |     |     |     |     |     | 251   | 8   |
| 29   | Kyle Marcelli                                                   | 10  |     |     |     |     |     |     |     |     |     | 240   | 8   |
| 30   | Daniel Morad                                                    | 9   |     |     |     |     |     |     |     |     |     | 230   | 9   |
| 31   | Giacomo Altoè                                                   | 11  |     |     |     |     |     |     |     |     |     | 222   | 8   |
| 32   | Franck Perera                                                   | 12  |     |     |     |     |     |     |     |     |     | 216   | 8   |
| 33   | Kyle Kirkwood                                                   | 14  |     |     |     |     |     |     |     |     |     | 198   | 8   |
| 34   | Ralf Aron                                                       | 13  |     |     |     |     |     |     |     |     |     | 193   | 10  |
| 35   | Eddie Cheever III                                               | 15  |     |     |     |     |     |     |     |     |     | 169   | 8   |
| 36   | Kei Cozzolino                                                   | 16  |     |     |     |     |     |     |     |     |     | 167   | 8   |
| 37   | Harry Tincknell                                                 | 17  |     |     |     |     |     |     |     |     |     | 154   | 8   |
| 38   | David Fumanelli                                                 | 18  |     |     |     |     |     |     |     |     |     | 153   | 14  |
| 39   | Giorgio Sernagiotto                                             |     | 19  |     |     |     |     |     |     |     |     | 146   | 6   |
| 40   | Pipo Derani                                                     | 19  |     |     |     |     |     |     |     |     |     | 136   | 8   |
| 41   | Nicola Lacorte Roberto Lacorte                                  | 20  |     |     |     |     |     |     |     |     |     | 122   | 8   |
| 42   | Andy Lally John Potter Spencer Pumpelly Nicki Thiim             | 21  |     |     |     |     |     |     |     |     |     | 119   | 8   |
| 43   | James Calado                                                    | 22  |     |     |     |     |     |     |     |     |     | 110   | 10  |
| Pos. | Piloti                                                          | DAY | SEB | LBH | LGA | WGL | MOS | ELK | VIR | IMS | ATL | Punti | MEC |

### Classifica Costruttori

#### Classifica: Grand Touring Prototype (GTP)
| Pos. | Costruttore  | DAY | SEB | LBH | LGA | DET | WGL | ELK | IMS | ATL | Punti | MEC |
| ---- | ------------ | --- | --- | --- | --- | --- | --- | --- | --- | --- | ----- | --- |
| 1    | Porsche      | 1   | 1   |     |     |     |     |     |     |     | 760   | 32  |
| 2    | Acura        | 2   | 3   |     |     |     |     |     |     |     | 704   | 27  |
| 3    | BMW          | 4   | 5   |     |     |     |     |     |     |     | 650   | 17  |
| 4    | Cadillac     | 5   | 4   |     |     |     |     |     |     |     | 636   | 10  |
| 5    | Lamborghini  | 12  | 13  |     |     |     |     |     |     |     | 562   | 14  |
| 6    | Aston Martin |     | 9   |     |     |     |     |     |     |     | 285   | 6   |
| Pos. | Costruttore  | DAY | SEB | LBH | LGA | DET | WGL | ELK | IMS | ATL | Punti | MEC |

#### Classifica: GT Daytona Pro (GTD Pro)
| Pos. | Costruttore  | DAY | SEB | LGA | DET | WGL | MOS | ELK | VIR | IMS | ATL | Punti | MEC |
| ---- | ------------ | --- | --- | --- | --- | --- | --- | --- | --- | --- | --- | ----- | --- |
| 1    | Ford         | 1   | 5   |     |     |     |     |     |     |     |     | 689   | 19  |
| 2    | BMW          | 4   | 2   |     |     |     |     |     |     |     |     | 682   | 32  |
| 3    | Porsche      | 8   | 1   |     |     |     |     |     |     |     |     | 658   | 23  |
| 4    | Chevrolet    | 2   | 7   |     |     |     |     |     |     |     |     | 638   | 21  |
| 5    | Ferrari      | 6   | 4   |     |     |     |     |     |     |     |     | 618   | 16  |
| 6    | Lamborghini  | 13  | 10  |     |     |     |     |     |     |     |     | 533   | 14  |
| 7    | Lexus        | 11  | 11  |     |     |     |     |     |     |     |     | 528   | 14  |
| 8    | Mercedes-AMG | 5   |     |     |     |     |     |     |     |     |     | 305   | 8   |
| 9    | Aston Martin | 14  |     |     |     |     |     |     |     |     |     | 244   | 8   |
| Pos. | Costruttore  | DAY | SEB | LGA | DET | WGL | MOS | ELK | VIR | IMS | ATL | Punti | MEC |

#### Classifica: GT Daytona (GTD)
| Pos. | Costruttore  | DAY | SEB | LBH | LGA | WGL | MOS | ELK | VIR | IMS | ATL | Punti | MEC |
| ---- | ------------ | --- | --- | --- | --- | --- | --- | --- | --- | --- | --- | ----- | --- |
| 1    | Mercedes-AMG | 4   | 1   |     |     |     |     |     |     |     |     | 694   | 20  |
| 2    | Aston Martin | 3   | 3   |     |     |     |     |     |     |     |     | 654   | 18  |
| 3    | Porsche      | 2   | 5   |     |     |     |     |     |     |     |     | 639   | 21  |
| 4    | Chevrolet    | 1   | 8   |     |     |     |     |     |     |     |     | 636   | 20  |
| 5    | Lexus        | 14  | 2   |     |     |     |     |     |     |     |     | 608   | 18  |
| 6    | Ferrari      | 7   | 4   |     |     |     |     |     |     |     |     | 590   | 27  |
| 7    | BMW          | 5   | 6   |     |     |     |     |     |     |     |     | 559   | 16  |
| 8    | Lamborghini  | 10  | 12  |     |     |     |     |     |     |     |     | 526   | 14  |
| 9    | Ford         | 17  | 13  |     |     |     |     |     |     |     |     | 484   | 14  |
| Pos. | Costruttore  | DAY | SEB | LBH | LGA | WGL | MOS | ELK | VIR | IMS | ATL | Punti | MEC |